# Anthomyza
Anthomyza is een geslacht van Anthomyzidae. De wetenschappelijke naam van het geslacht werd voor het eerst geldig gepubliceerd in 1810 door Fallén

## Soorten
De volgende soorten zijn bij het geslacht ingedeeld:
- Anthomyza anderssoni
- Anthomyza baezi
- Anthomyza bellatrix Roháþek, 1984
- Anthomyza clara
- Anthomyza collini
- Anthomyza concolor (Thomson, 1869)
- Anthomyza cuneata
- Anthomyza cursor
- Anthomyza dichroa Roháćek & Barber, 2016
- Anthomyza dissors
- Anthomyza drachma
- Anthomyza elbergi
- Anthomyza equiseti Roháćek & Barber, 2016
- Anthomyza flavosterna
- Anthomyza furvifrons Roháćek & Barber, 2016
- Anthomyza gibbiger Roháćek & Barber, 2016
- Anthomyza gilviventris Roháćek & Barber, 2016
- Anthomyza gracilis Fallén, 1823
- Anthomyza macra Czerny, 1928
- Anthomyza mcalpinei Roháćek & Barber, 2016
- Anthomyza microptera
- Anthomyza neglecta
- Anthomyza oblonga Roháćek & Barber, 2016
- Anthomyza occidentalis Roháćek & Barber, 2016
- Anthomyza orineglecta
- Anthomyza orthogibbus Roháćek & Barber, 2016
- Anthomyza pallida
- Anthomyza paraneglecta
- Anthomyza pengellyi Roháćek & Barber, 2016
- Anthomyza pleuralis
- Anthomyza pullinotum Roháćek & Barber, 2016
- Anthomyza setiplanata
- Anthomyza shewelli Roháćek & Barber, 2016
- Anthomyza silvatica Roháćek & Barber, 2016
- Anthomyza tenuis (Loew, 1863)
- Anthomyza trifurca
- Anthomyza tschirnhausi Roháþek, 2009
- Anthomyza umbrosa
- Anthomyza variegata (Loew, 1863)
- Anthomyza vockerothi Roháćek & Barber, 2016
- Anthomyza vulgaris Roháćek & Barber, 2016